# Idrossido ferroso
L'idrossido ferroso o idrossido di ferro(II) è un composto chimico ignifugo, non tossico, insapore (allappante), originariamente di colore bianco che cambia colore in verde scuro o verde-nero fino al marrone man mano che si ossida all'aria.
 
Più specificamente, è l'idrossido in cui il ferro assume stato di ossidazione +2.

## Sintesi

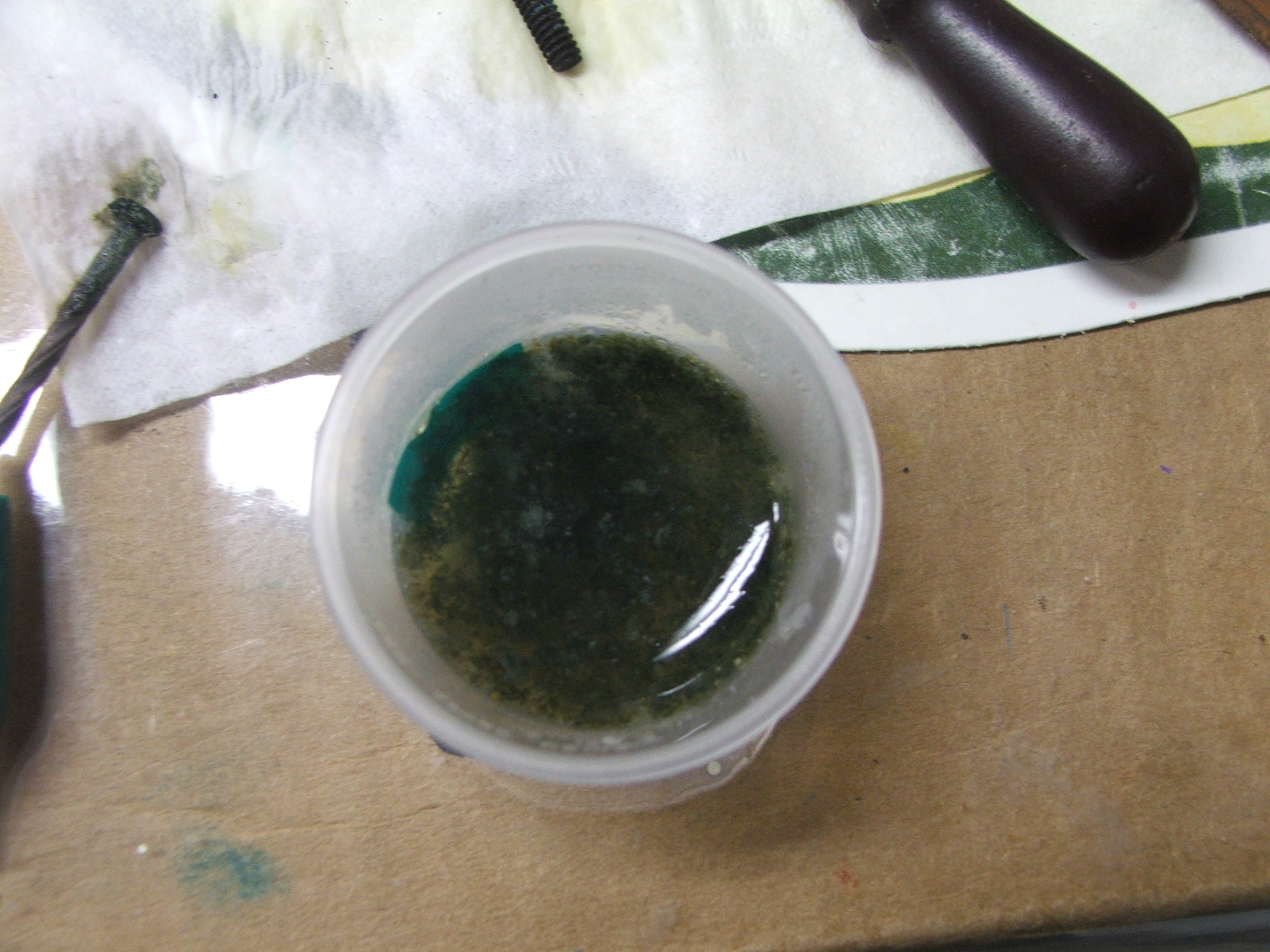
Sospensione di idrossido ferroso in acqua.

### Doppio scambio
Si può ottenere facendo reagire un composto contenente lo ione ossidrile con un altro contenente lo ione Fe2+, come ad esempio
idrossido di sodio e cloruro ferroso:
{\displaystyle {\ce {2NaOH_{(}aq)\ +\ FeCl2_{(}aq)->2NaCl_{(}aq)\ +\ Fe(OH)2\downarrow }}}
soda caustica e solfato ferroso:
{\displaystyle {\ce {2NaOH\ +\ FeSO4->Fe(OH)2\ +\ Na2SO4}}}
oppure idrossido di potassio e solfato ferroso:
{\displaystyle {\ce {2KOH\ +\ FeSO4->Fe(OH)2\ +\ K2SO4}}}.

### Sintesi elettrolitica
Si può ottenere idrossido ferroso tramite elettrolisi di una soluzione di cloruro di sodio in acqua utilizzando elettrodi di ferro.
Gli ioni Cl- e Na+ migrano agli elettrodi, trasformandosi in Cl gassoso e Na metallico.
{\displaystyle {\ce {Na+_{(}aq)Cl_{(}^{-}aq)\xrightarrow {elettrolisi} Na_{(}aq)\ +\ Cl_{(}aq)}}}.
A questo punto Il sodio sviluppato all'anodo andrà a legarsi con l'acqua di soluzione per formare idrossido di sodio e idrogeno:
{\displaystyle {\ce {Na\ +\ H2O->NaOH_{(}aq)\ +\ {\frac {1}{2}}H2\uparrow }}}.
Mentre il cloro si legherà al ferro dell'elettrodo formando cloruro ferroso:
{\displaystyle {\ce {2Cl_{(}aq)\ +\ Fe_{(}s)->FeCl2_{(}aq)}}}.
Quest'ultimo composto, entrando in contatto con l'idrossido di sodio del catodo si combina generando cloruro di sodio e idrossido ferroso:
{\displaystyle {\ce {2NaOH_{(}aq)\ +\ FeCl2_{(}aq)->Fe(OH)2\downarrow \ +\ 2NaCl_{(}aq)}}}.
L'elettrolisi può continuare scindendo di nuovo il cloruro di sodio ottenuto, fino ad esaurimento dell'acqua di soluzione o degli elettrodi. 

Man mano che la reazione procede si noterà che il precipitato da verde lentamente si scurisce diventando marrone scuro.

#### Depurazione
Si passa alla purificazione della sostanza ottenuta dall'idrossido di sodio tramite molteplici lavaggi in cui si aggiunge acqua alla soluzione, si lascia decantare l'idrossido di ferro(II) e si aspira l'acqua di superficie, per poi ripetere varie volte il procedimento.

#### Conservazione
Dopo la depurazione, si può conservare l'idrossido ferroso in un comune congelatore domestico, senza necessariamente separarlo dall'acqua in cui è contenuto.

## Degradazione

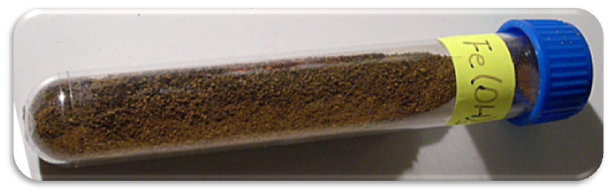
Idrossido ferroso degradato.

Se esposto all'acqua, alla luce e soprattutto all'aria, (in presenza di ossigeno) degrada in sostanze secondarie come l'idrossido ferrico.
Per preservarne le caratteristiche è sufficiente tenere il composto a basse temperature e non direttamente esposto all'aria.

## Usi
L'idrossido ferroso viene utilizzato per la depurazione delle acque da composti del selenio.

## Microbiologia
I batteri ferrofissatori ossidano il catione Fe++ dell'idrossido ferroso con l'ossigeno presente nell'acqua in cui vivono per trarne energia.
{\displaystyle {\ce {4Fe(OH)2\ +\ 2H2O\ +\ O2->4Fe(OH)3\ +\ calore}}}.

## Conversione in magnetite
Tramite un processo chimico chiamato reazione di Schikorr l'idrossido ferroso viene convertito in magnetite con liberazione di acqua e idrogeno gassoso:
{\displaystyle {\ce {3Fe(OH)2->Fe3O4\ +\ H2O\ +\ H2\uparrow }}}.